# Damascus

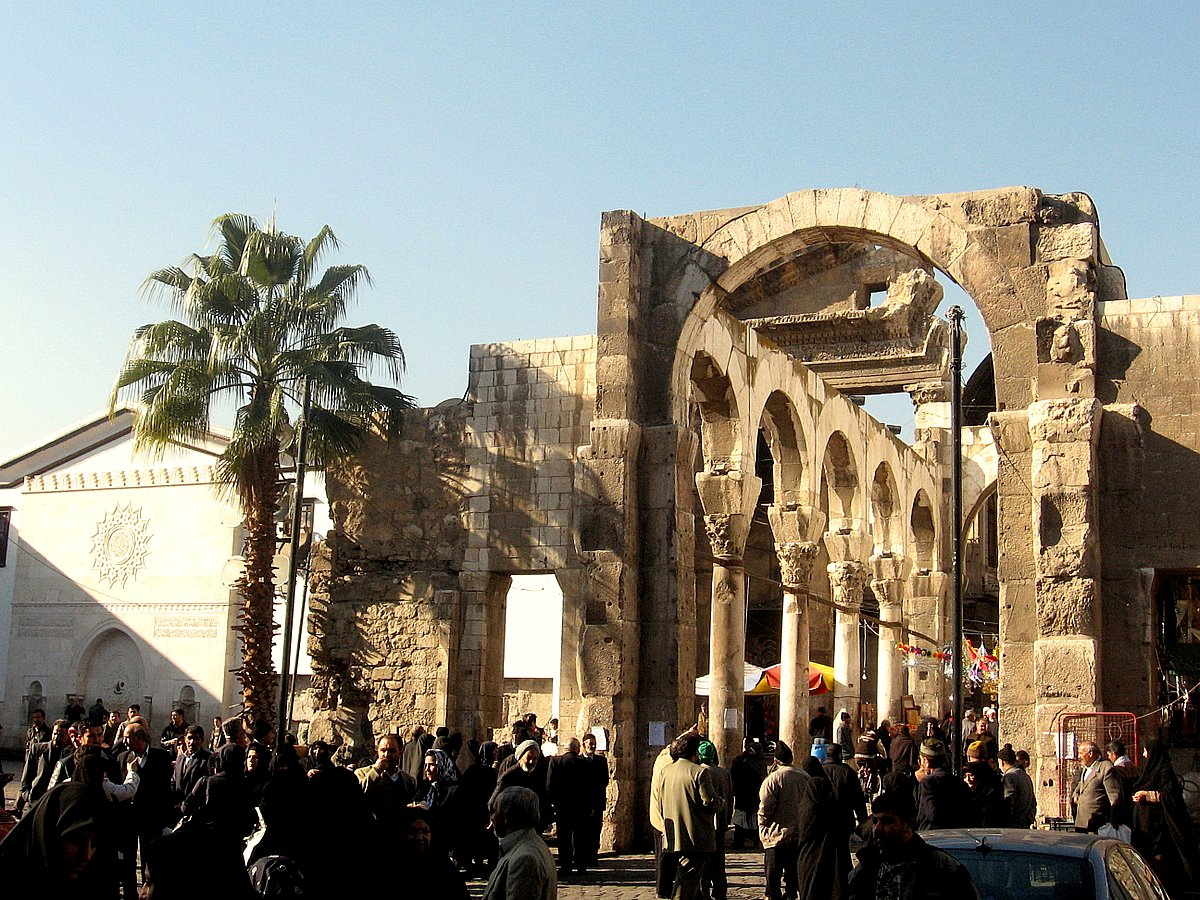
Restanten van de Tempel van Jupiter

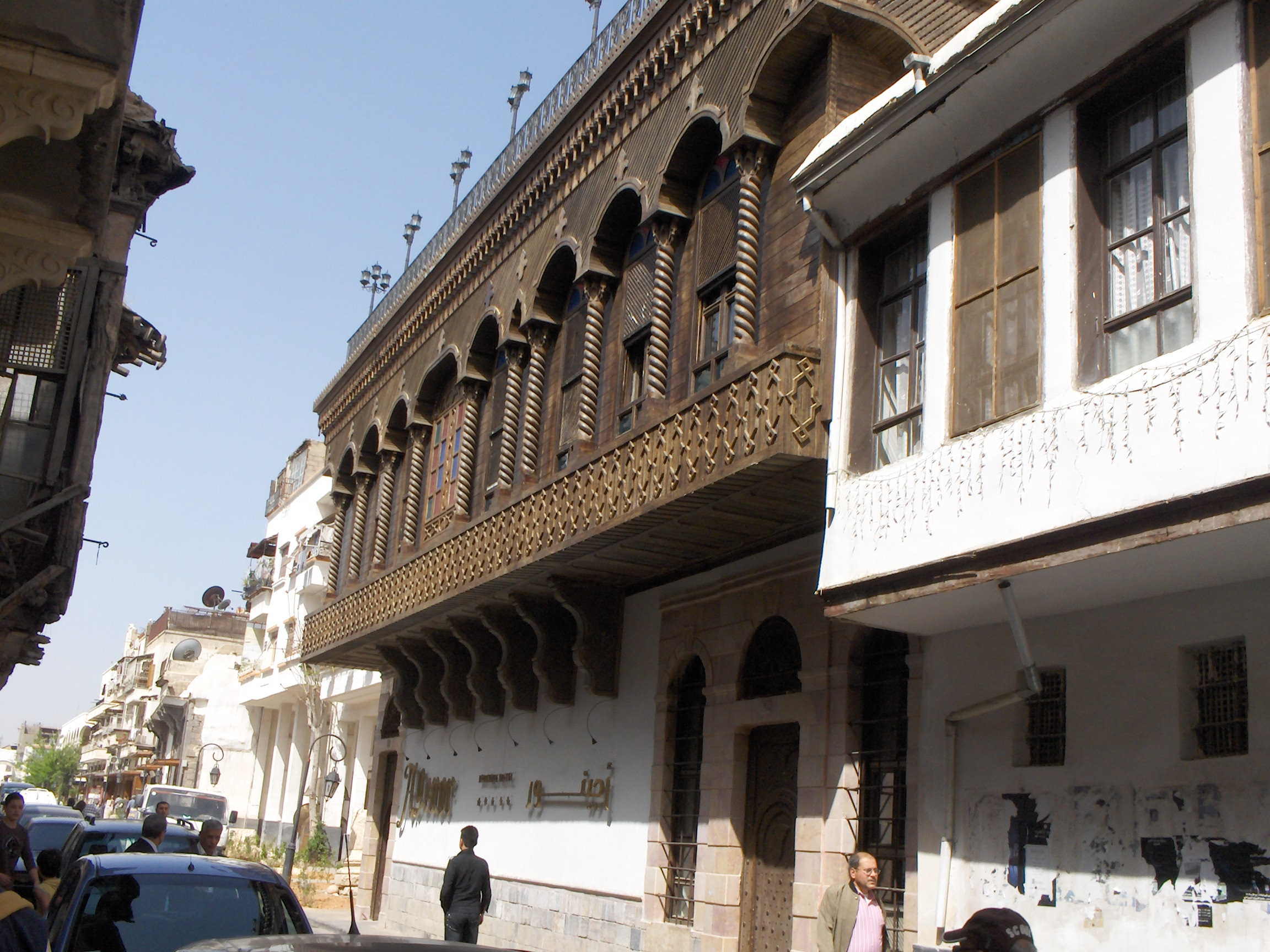
Oude straat in Damascus

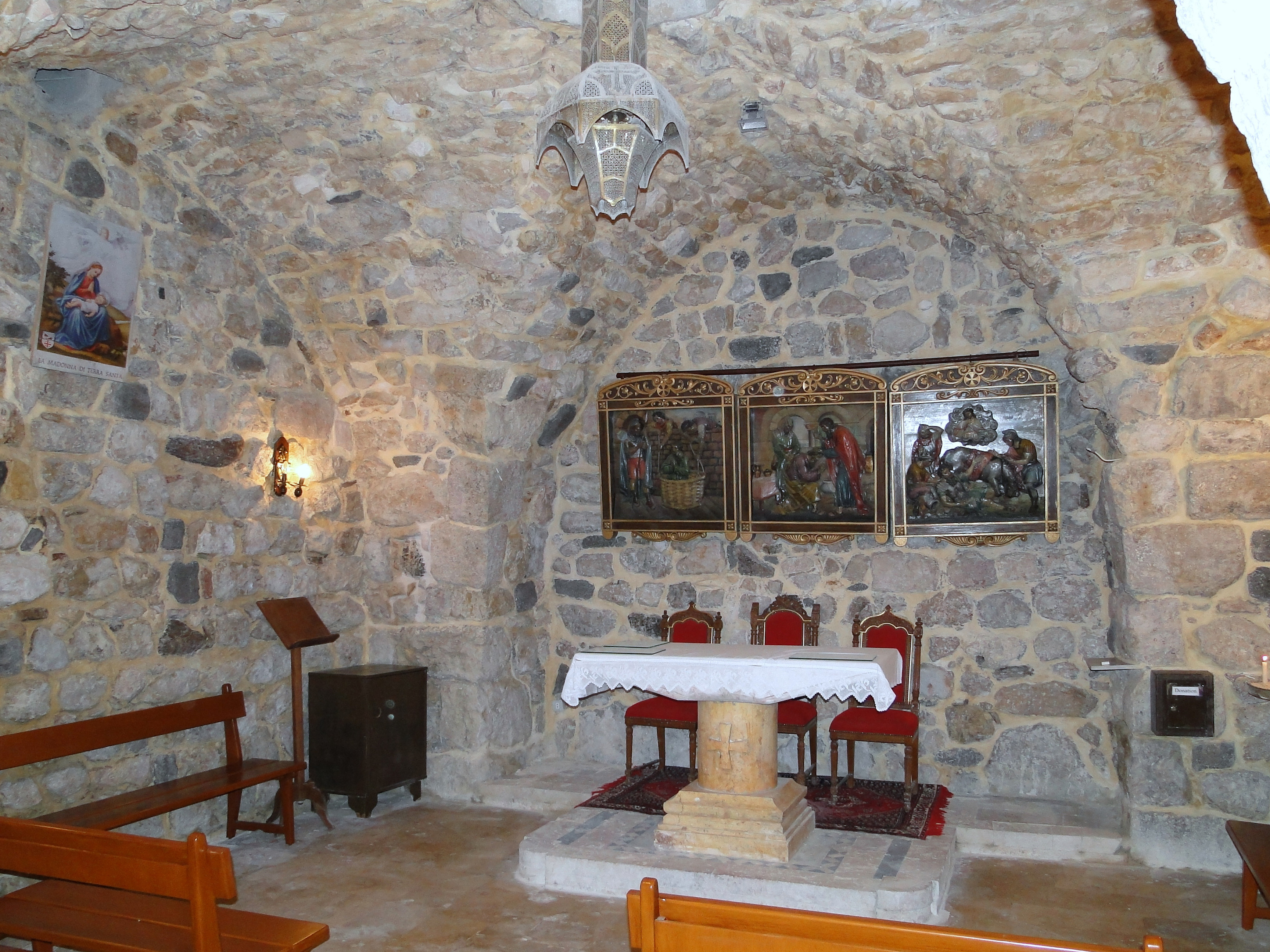
De kapel van Ananias

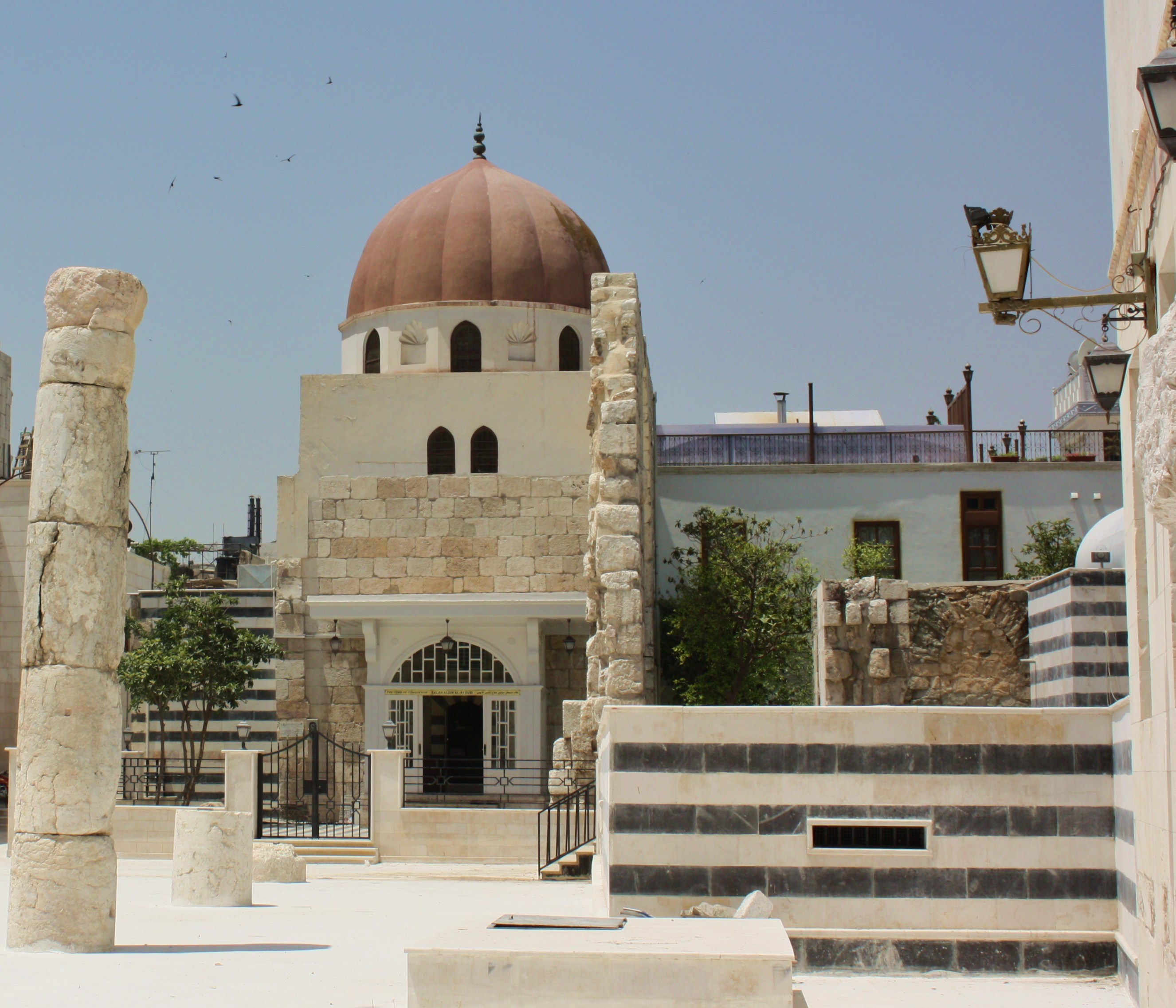
Mausoleum van Saladin

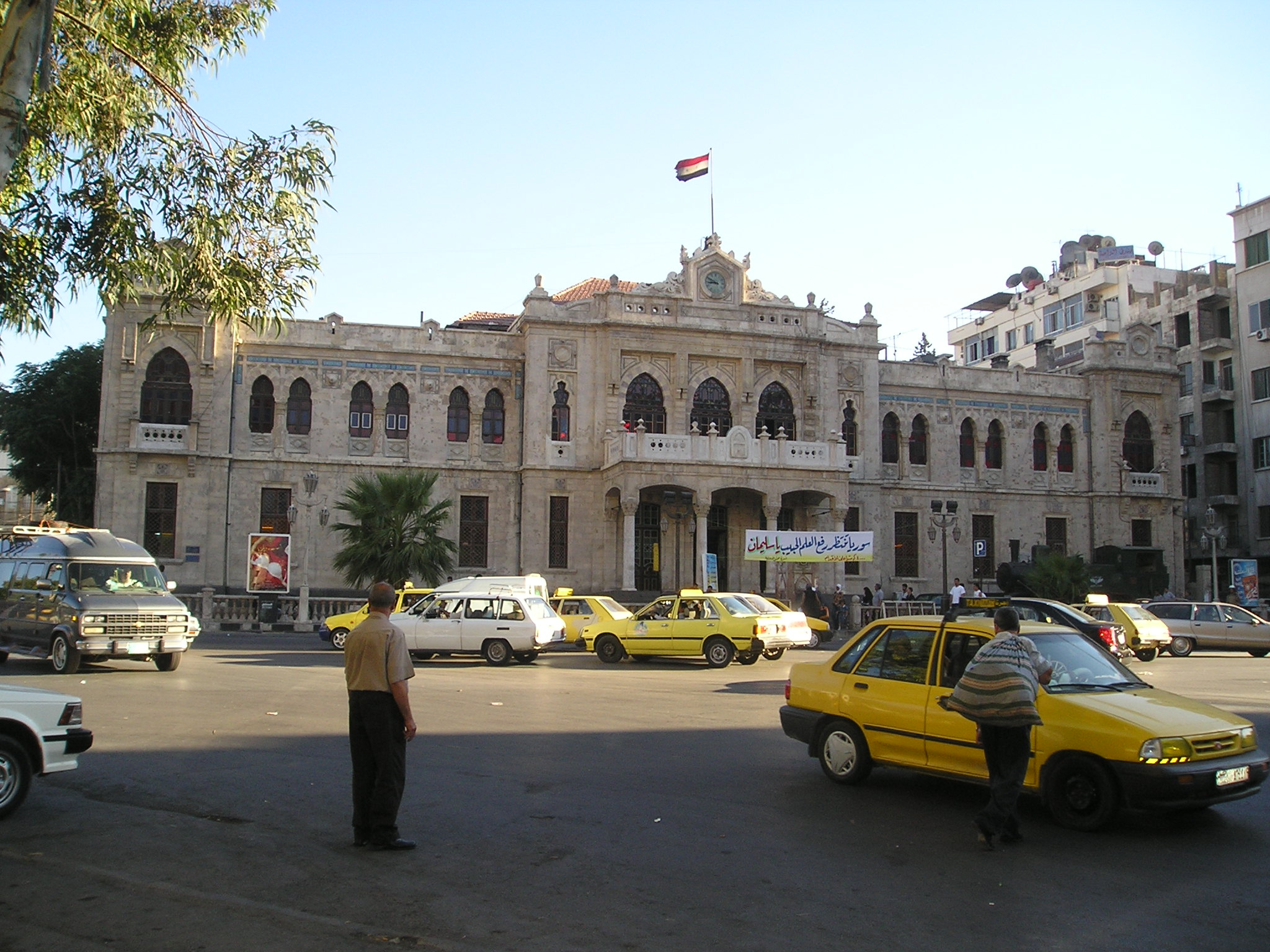
Hidjazstation, beginpunt van de Hidjazspoorweg

Damascus (Arabisch: دمشق,Dimasjq of (Dimasjq) al-sham, Aramees: ܕܪܡܣܘܩ, Darmsuq) is de hoofdstad van Syrië. Damascus vormt een eigen gouvernement en is tevens de hoofdstad van het gouvernement Rif Dimashq. Het is een van de oudste steden ter wereld, mogelijk dé oudste nog bestaande stad ter wereld. Er wonen 1,8 miljoen mensen in de stad. De inwoners worden Damasceners of Damascenen genoemd. Damascus is de op een na grootste stad van Syrië na Aleppo. In het gouvernement wonen ongeveer 2,8 miljoen mensen (2010). 
Damascus betekent geïrrigeerd huis of geïrrigeerd klooster in het Aramees. In de volksmond heet de stad Sjam.

## Geschiedenis
De oudste archeologische vondsten in Damascus dateren van ongeveer 2500 v.Chr. De eerste vermelding van Damascus in geschriften dateert van ongeveer 1500 v.Chr.
Damascus was vanaf de late 12e eeuw v.Chr. de hoofdstad van een krachtig rijk van de Arameeërs, bekend onder de naam Aram-Damascus. Later ging de stad over naar het Nieuw-Babylonische Rijk en weer later naar het Achaemenidenrijk in Perzië.
In 332 v.Chr. veroverde het leger van Alexander de Grote de stad. Hierna bleef Damascus zo'n duizend jaar onder de invloed van de hellenistische en, later, Romeinse culturen.
In 635 werd de stad na een beleg van een jaar door de Arabieren veroverd. Onder de dynastie der Omajjaden werd Damascus de hoofdstad van het Arabische Rijk van 661 tot 750. De kalief, afkomstig uit dezelfde dynastie, had hier ook zijn zetel. Deze periode geldt als een bloeiperiode van de stad en er werden diverse grote moskeeën gebouwd, waarvan de Omajjadenmoskee verreweg de belangrijkste is.
In 750 werden de Omajjaden verslagen door de Abbasiden en verloor Damascus zijn functie als hoofdstad van het rijk aan Bagdad. Het was lange tijd hoofdstad van het emiraat Damascus en fungeerde naast Aleppo als een van de centra voor het verzet tegen de kruisvaarders. De kruisvaarders belegerden Damascus tijdens de Tweede Kruistocht maar slaagden er mede door honger en dorst niet in de stad in te nemen.
In 1260 veroverden de Mammelukken de stad.
Damascus was ooit beroemd om zijn ambacht van zwaardenmakers. Dat wist ook de Mongoolse leider die in de 15e eeuw de stad binnenviel en alle zwaardenmakers op gedwongen transport naar Samarkand zette, om hun ambacht in dienst van de Mongoolse oorlogsmachine te stellen. Maar iets van de oude smeedkunst is er nog in Damascus blijven hangen.
In 1516 veroverde het Osmaanse Rijk de stad en dat bleef het onder bewind houden tot de Eerste Wereldoorlog.
In de Eerste Wereldoorlog veroverde de Britse majoor Thomas Edward Lawrence met Arabische troepen van Hoessein bin Ali de stad op de Osmanen, gevolgd door generaal Edmund Allenby, zie Arabische opstand. Na het Sykes-Picotverdrag werd Damascus de hoofdstad van het Franse mandaatgebied Syrië. Op 5 augustus 1949 wordt een zware aanslag gepleegd op de Menarsha synagoge van de stad. Hierbij komen twaalf Syrische joden om het leven, waaronder acht kinderen.
Na de Tweede Wereldoorlog werd Syrië onafhankelijk en Damascus de hoofdstad.

## Geografie

### Topografie
Damascus ligt ongeveer 80 km van de Middellandse Zee op een plateau met een hoogte van 680 meter in een vruchtbaar gebied dat de Ghouta genoemd wordt. Door de stad stroomt het riviertje de Barada dat ten westen van de stad ontspringt in de Anti-Libanon. In zuidoostelijke richting van Damascus strekt zich de Grote Arabische Woestijn uit.
De stad ligt 31 km ten oosten van de Libanese grens, 60 km ten noordoosten van de in 1967 door Israël bezette Golanhoogten en ongeveer 90 km ten noorden van de grens met Jordanië.

### Klimaat
Damascus heeft een droog klimaat door de regenschaduw van de Anti-Libanon. De zomers zijn droog met nauwelijks neerslag. De winters zijn mild met relatief veel neerslag en soms sneeuwval.
| Maand                  | jan | feb | mrt | apr | mei | jun | jul | aug | sep | okt | nov | dec | Jaar |
| ---------------------- | --- | --- | --- | --- | --- | --- | --- | --- | --- | --- | --- | --- | ---- |
| Hoogste maximum (°C)   | 21  | 30  | 28  | 35  | 38  | 39  | 42  | 45  | 39  | 34  | 30  | 21  | 45   |
| Gemiddeld maximum (°C) | 12  | 14  | 18  | 29  | 29  | 33  | 36  | 37  | 33  | 27  | 19  | 13  | 24,6 |
| Gemiddeld minimum (°C) | 2   | 4   | 6   | 9   | 13  | 16  | 18  | 18  | 16  | 12  | 8   | 4   | 10,5 |
| Laagste minimum (°C)   | −6  | −5  | −2  | −1  | 7   | 9   | 13  | 13  | 10  | 6   | −2  | −5  | −6   |
|                        |     |     |     |     |     |     |     |     |     |     |     |     |      |
| Neerslag (mm)          | 43  | 43  | 8   | 13  | 3   | 0   | 0   | 0   | 18  | 10  | 41  | 41  | 220  |

## Demografie
De bevolking van Damascus is vooral in de tweede helft van de twintigste eeuw sterk gegroeid door de trek van het Syrische platteland naar de stad. Had de stad in 1943 nog 286.000 inwoners, in 1960 waren dat er al een half miljoen. Omstreeks 2010 had de stad ongeveer 1,8 miljoen inwoners. In de agglomeratie leven 2,8 miljoen mensen.
De meerderheid van de bevolking van Damascus bestaat uit Arabieren. De een na grootste bevolkingsgroep zijn de Koerden, maar hun precieze aantal is niet bekend omdat het voornamelijk om vluchtelingen uit Turkije en Irak gaat. Voorts vormen de Armeniërs, Assyriërs, Arameeërs en Palestijnse vluchtelingen aanzienlijke minderheden.
De meerderheid van de bevolking van Damascus bestaat uit soennitische moslims. Ongeveer 10% is christelijk, terwijl er ook nog altijd een kleine joodse gemeenschap woont.
| Jaar | Inwoners |
| ---- | -------- |
| 1900 | 140.500  |
| 1921 | 169.400  |
| 1935 | 193.900  |
| 1943 | 286.300  |
| 1959 | 475.400  |
| 1960 | 530.000  |
| 1964 | 563.000  |

| Jaar | Inwoners  |
| ---- | --------- |
| 1960 | 789.800   |
| 1970 | 836.668   |
| 1981 | 1.112.214 |
| 1994 | 1.394.322 |
| 1998 | 1.431.821 |
| 2003 | 1.553.201 |
| 2010 | 1.834.741 |

Opmerking: de bovenstaande cijfers hebben betrekking op de stad en niet op de agglomeratie.

## Bezienswaardigheden
Bezienswaardigheden zijn onder meer:
- De Citadel van Damascus
- Nationaal Museum van Damascus
- De talloze fonteinen in de stad
- De vele gebouwen met Ottomaanse architectuur
- De vele tombes/begraafplaatsen van belangrijke figuren uit de islam en het christendom (bijvoorbeeld: Johannes de doper, imam Hoessein).

### Kerken in de oude stad
- De Sint-Pauluskapel

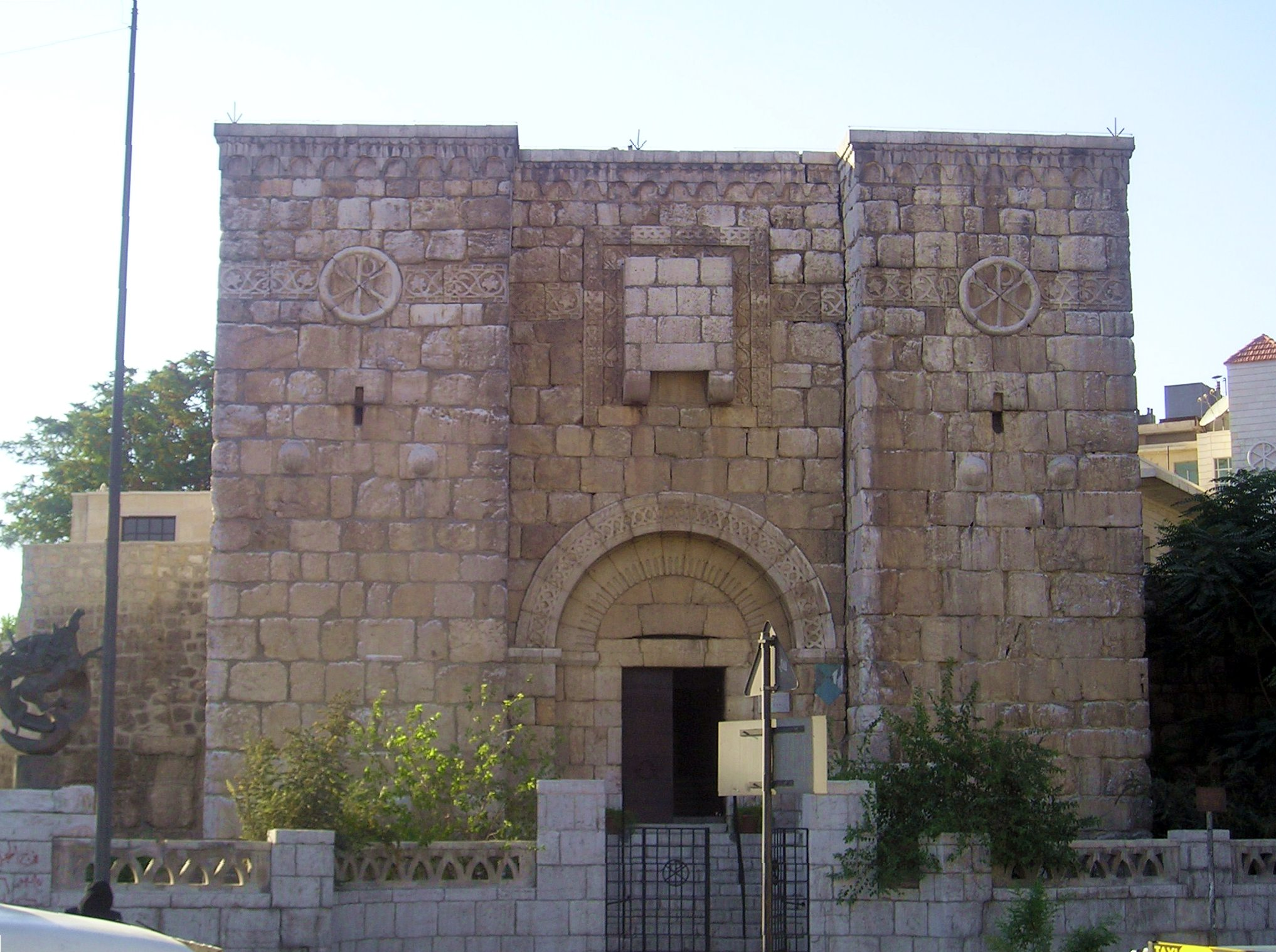
Sint-Pauluskapel

- De huiskapel van Ananias, mogelijk de oudste huiskerk ter wereld
- De Mariamitische kathedraal van Damascus
- De Rooms-Katholiek Kathedraal in Zaitoon (Olive) Alley
- De Saint John de Damascene kerk
- De Saint Paul's Laura
- De Saint George's Syrisch Orthodoxe kathedraal

### Islamitische bezienswaardigheden in de oude stad
- De Grote moskee van Damascus (ook wel Ommajjadenmoskee genoemd)
- De Sayyidah Zaynabmoskee
- De Bab Saghir begraafplaats
- Het Mausoleum van Saladin
- De Nabi Habeel moskee
- Restanten van de Tempel van JupiterRestanten van de Tempel van Jupiter

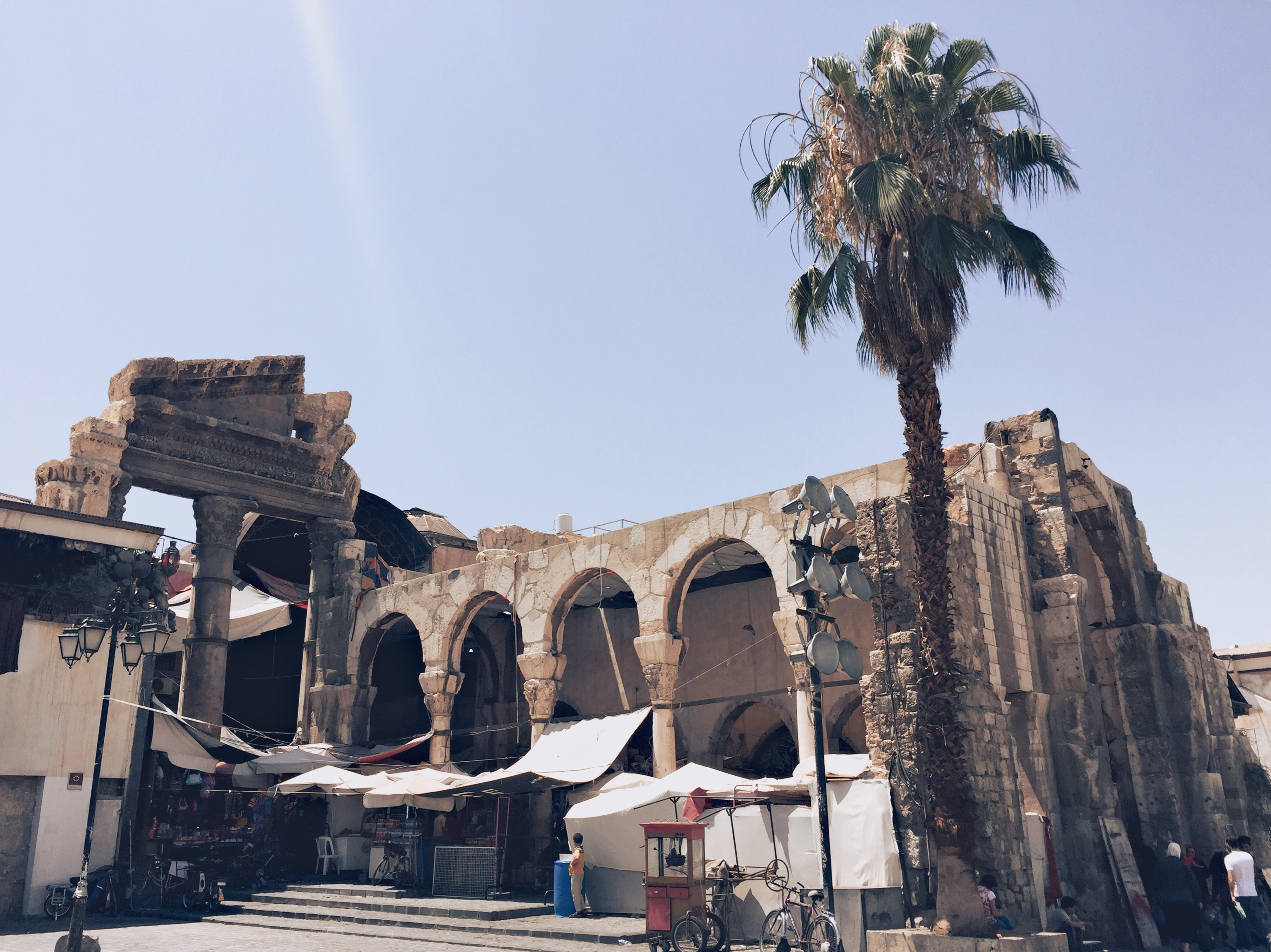
Restanten van de Tempel van Jupiter

## Stedenbanden
- Ankara (Turkije)
- Beiroet (Libanon)
- Buenos Aires (Argentinië), sinds 1989
- Córdoba (Spanje)
- Dubai (Verenigde Arabische Emiraten)
- Istanboel (Turkije)
- Jerevan (Armenië)
- São Paulo (Brazilië)
- Toledo (Spanje)

## In religieuze teksten
- In de Bijbel profeteert Jesaja Damascus' verwoesting: "De stad Damascus zal niet meer bestaan, het zal een bouwval, een ruïne worden" (Jesaja 17:1). Historisch is geen complete verwoesting van Damascus bekend.
- Volgens het Nieuwe Testament was Paulus op weg naar Damascus, toen hij een visioen kreeg, geslagen werd met blindheid, en zich als gevolg daarvan bekeerde tot het christendom. De 'Straat die de Rechte heet' (Handelingen 9:11) wordt thans nog in Damascus aangewezen. Er is een kapel die aan Ananias gewijd is.